# V.2
V.2 - to rekomendacja CCITT (obecnie ITU-T) zatytułowana: Power levels for data transmission over telephone lines co można przetłumaczyć jako: Poziomy mocy dla transmisji danych po liniach telefonicznych.
Rekomendacja ta została zatwierdzona w roku 1988.
Rekomendacja ta jest jedną z serii rekomendacji ogólnych (V.1-V.8bis) definiujących sposób kodowania, szybkość przesyłania symboli, poziomy mocy sygnałów i rodzaje protokołów używanych przez modemy pracujące na liniach telekomunikacyjnych.